# نوبوهیسا کوبایاشی
نوبوهیسا کوبایاشی (ژاپنی: 小林 庸尚؛ زادهٔ ۱۱ آوریل ۱۹۸۳) یک بازیکن فوتبال اهل ژاپن است.
از باشگاه‌هایی که در آن بازی کرده‌است می‌توان به اشگاه فوتبال اومیا آردیجا اشاره کرد.